# Benjamín José Liberoff Nemirovsky
Benjamín Liberoff (nacido como Benjamín José Liberoff Nemirovsky , el 16 de marzo de 1949 en Montevideo, Uruguay) es un político uruguayo perteneciente al Frente Amplio, conocido por su aporte al turismo en Uruguay.
El 1 de marzo de 2015 fue designado como Subsecretario de Turismo y Deporte de Uruguay por el presidente de la República, Tabaré Vázquez, cargo que ocupó hasta el 31 de enero de 2020, momento que fue designado Ministro, hasta el final de la administración, el 29 de febrero de 2020.

## Reseña biográfica

### Juventud y exilio
Nació en Montevideo, Uruguay, el 16 de marzo de 1949. Realizó estudios primarios y secundarios en el sistema público de Uruguay. Aprendió y trabajó como relojero entre los años 1961 y 1973.
Cursó estudios en la Facultad de Arquitectura de la Universidad de la República entre los años 1967 y 1973. No logro recibirse de Arquitecto.  Realizó un Master en Economía y Gestión del Turismo Sustentable en la Universidad de la República de Uruguay y la Universidad de Siena, Italia, en 2002 - 2003, así como un posgrado en Gestión de Proyectos (Claso-Cepal) en 2002.
De 1968 a 1973 fue dirigente del Centro de Estudiantes de Facultad de Arquitectura de la Universidad de la República (CEDA. Fue miembro del Consejo Central de la Universidad de la República, por el orden estudiantil (FEUU), entre 1971 y 1973, así como su Claustro General, de 1969 a 1973. Reelecto en estos cargos en las elecciones del 12 de septiembre de 1973, pero no pudo ejercer estas responsabilidades debido a la intervención decretada en octubre de 1973 por la Dictadura Cívico-Militar que gobernó en Uruguay desde el 27 de junio de 1973 al 1 de marzo de 1985.
Fue detenido durante la Dictadura Cívico-Militar entre junio y septiembre de 1973 y exiliado político desde octubre de 1973 a septiembre de 1984. Durante el exilio, integró el Comité del Año Internacional de la Juventud (Unesco, 1974-1975). Fue integrante del Geneva Informal Meeting (GIM) de la Organización de Naciones Unidas (ONU) para la Juventud entre 1975 y 1980. En 1981 fue coordinador de la Brigada Internacional de la UIE, de apoyo a la alfabetización en Nicaragua.

### Regreso a Uruguay: trayectoria relacionada con el turismo
Al retornar a Uruguay, se desempeñó como operador turístico en el sector privado entre los años 1985 – 1989 y 2003 al 2005). Entre 1990 y 1992, durante el gobierno municipal del intendente Tabaré Vázquez, fue director de Turismo de la ciudad. Entre 1993 y 2001 se desempeñó como director del Instituto de Capacitación en Turismo (ICT) y durante esos años también fue profesor de Gestión de Comercialización turística y de Introducción a la Gestión de Empresas Turísticas de 1993 a 2001. Entre los años 1995 y 1999 fue vicepresidente de la Asociación Uruguaya de Organizadores Profesionales de Congresos y Afines (AUDOCA) y subsecretario de la Confederación de Organizadores de Congresos de América Latina (COCAL) entre 1998 y 2001.
Fue asesor turístico de World Trade Center de Montevideo y Angola entre 2000 y 2004. 
Entre 2005 y 2010 se desempeñó como asesor del Ministro de Turismo y Deporte.
Fue miembro de la Comisión Patrimonio Cultural de la Nación de Uruguay entre 2005 y 2010. 
Integrante del Comité Nacional (Uruguay) contrapartida Proyecto BID de Mejora de la Competitividad entre 2006 y 2015.
En el gobierno de José Mujica fue designado como Director Nacional de Turismo, cargo que ocupó desde el 11 de 2011 al 28 de febrero de 2015. 
Responsable de la coordinación del Grupo de Seguimiento de Marca País “Uruguay Natural” del Consejo Interministerial de Comercio Exterior (CIACEX) de 2007 al 2015
Fue responsable del primer canal en línea “Uruguay Natural.tv” del Ministerio de Turismo y Deporte, que recibió el premio Ulysses de la Organización Mundial del Turismo (OMT).
El presidente Tabaré Vázquez lo designó como Subsecretario de Turismo, cargo que ocupa desde el 1. de marzo de 2015.
Ha dado conferencias en múltiples países sobre temas turísticos y sustentabilidad, marketing y turismo, nuevas tecnologías de la comunicación y promoción turística. 
Fue coordinador de programas de Turismo y Accesibilidad, en cooperación con la OMT y la Fundación ONCE de España.
Fue fundador del Foro Latinoamericano de Gestión de Marca País en 2013. Integra el Comité Responsable del llamado y seguimiento del Centro de Convenciones y Predio Ferial de Punta del Este - Uruguay, en proceso de construcción desde julio de 2014. Durante los años 2016 al 2020 encabezó los trabajos de estudios de prefactibilidad para un Centro de Recreación Cubierto en Uruguay, así como oportunidades de desarrollo turístico en la Región de los Lagos de Río Negro – Represa de Rincón del Bonete. Ambos en conjunto con la Oficina de Planeamiento y Presupuesto y programa PNUD – ONU.

## Trayectoria política
Fue miembro de la Unión de la Juventud Comunista y el Partido Comunista del Uruguay entre los años 1962 y 1992.
Fue miembro del Comité Ejecutivo de la Comisión Nacional por el “Voto Verde” en 1987 - 1989; organización de propugnó la eliminación de una Ley impide la investigación de múltiples violaciones a los Derechos Humanos cometidos por militares y civiles durante el período de la dictadura, entre 1973 a 1985.
Es miembro del Frente Amplio desde 1971.